# NASCAR Cup Series 2020

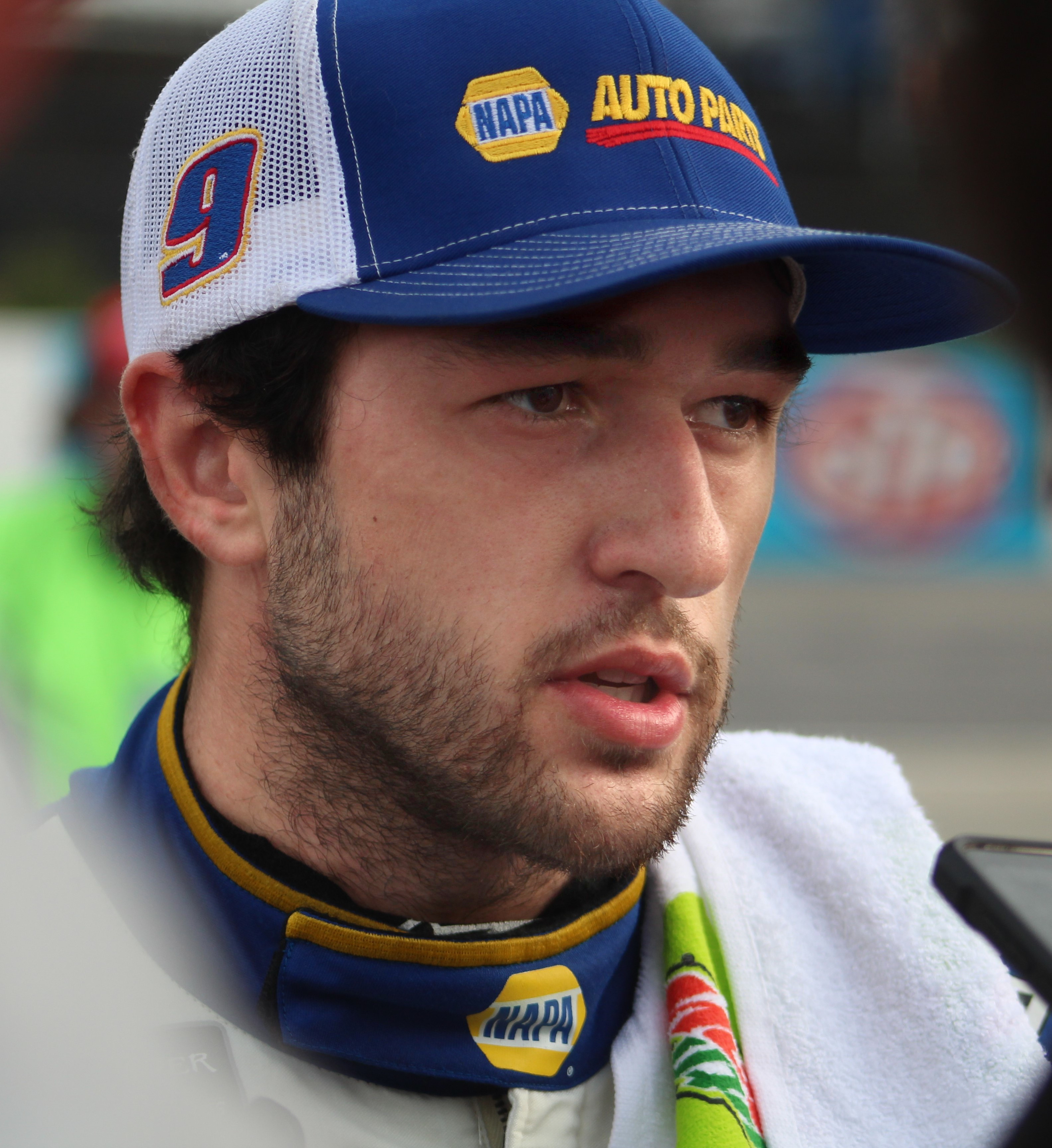
Chase Elliott, il campione 2020.

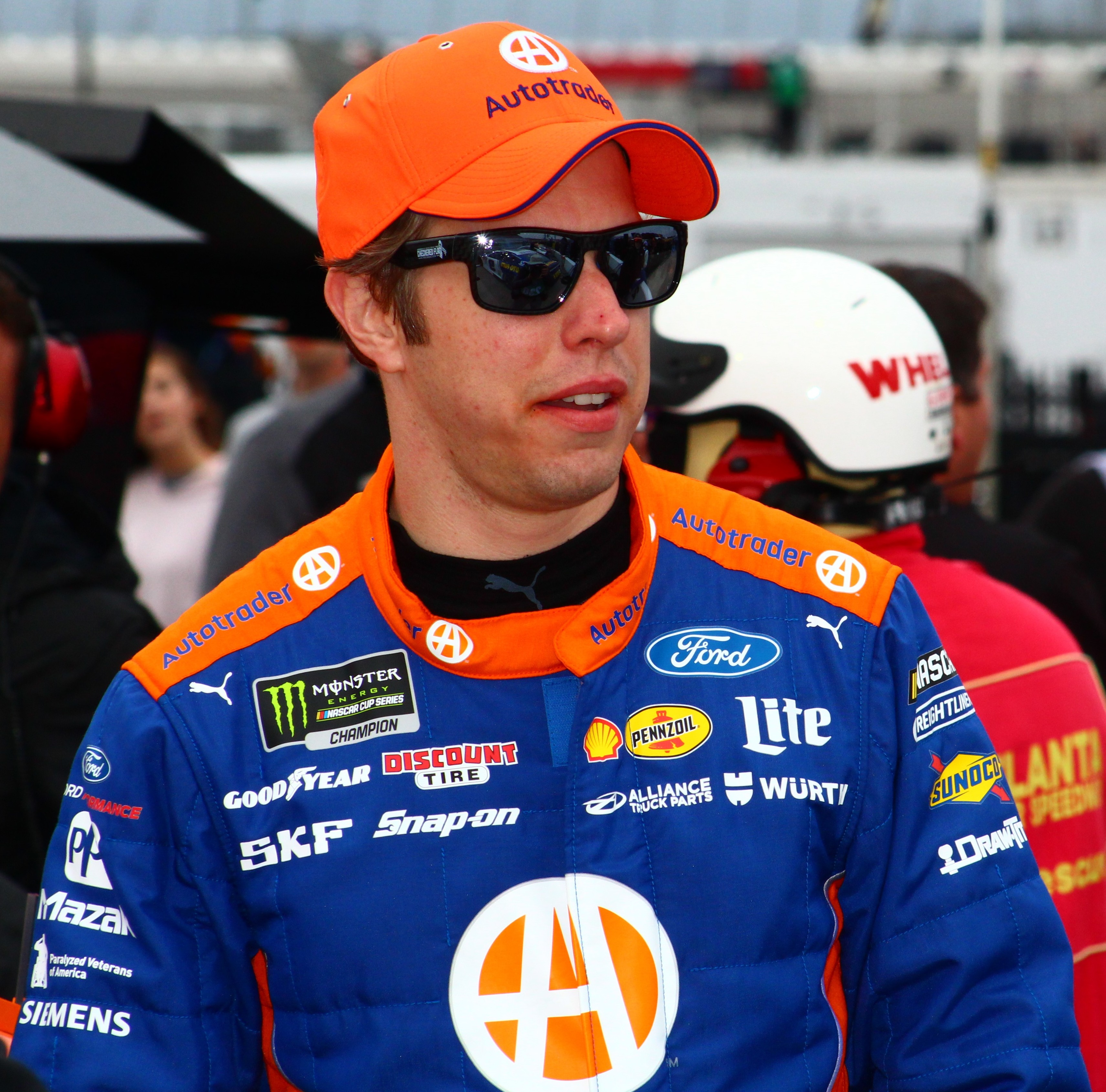
Brad Keselowski, è arrivato secondo dietro a Elliott in campionato.

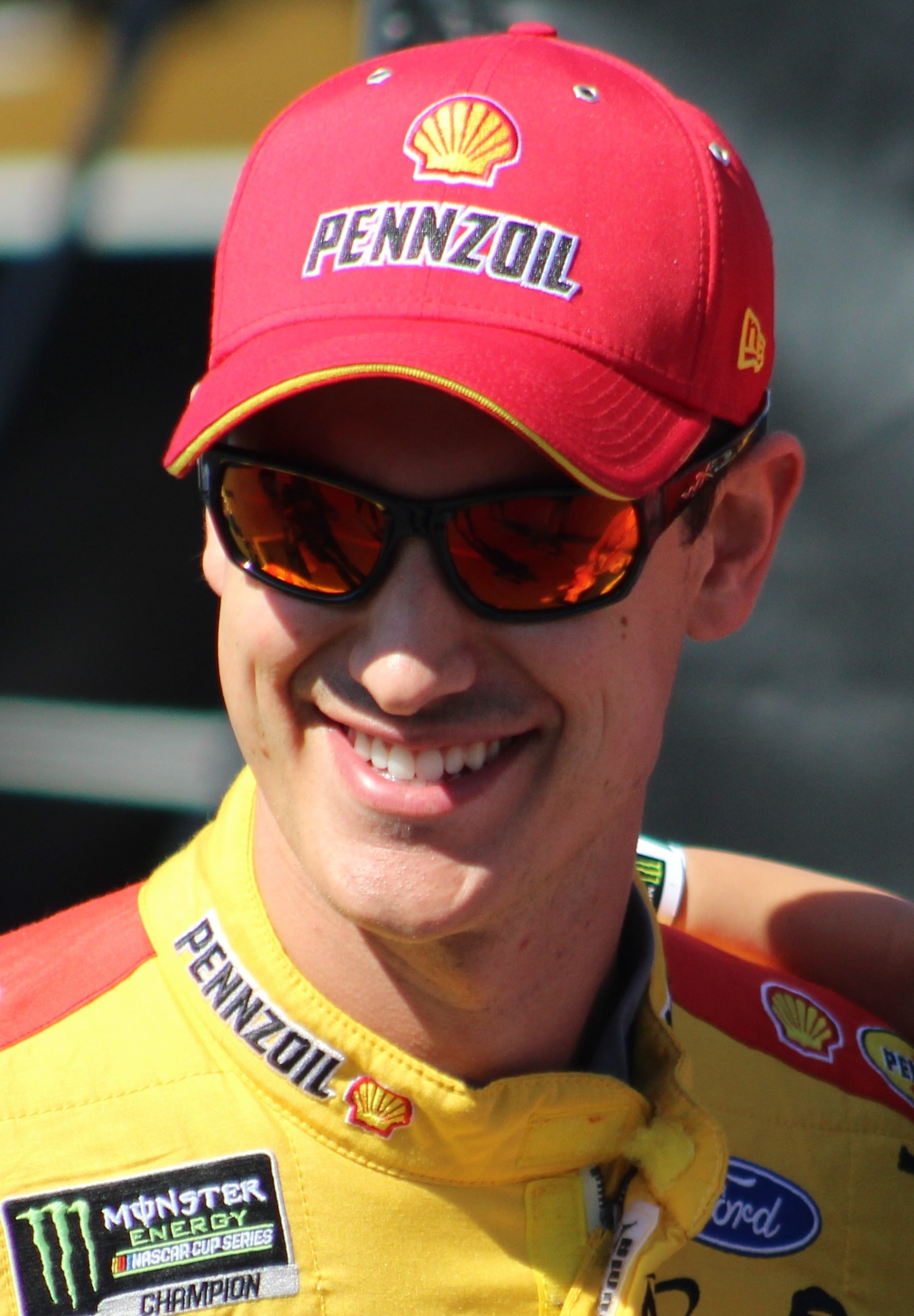
Joey Logano, è arrivato terzo in campionato.

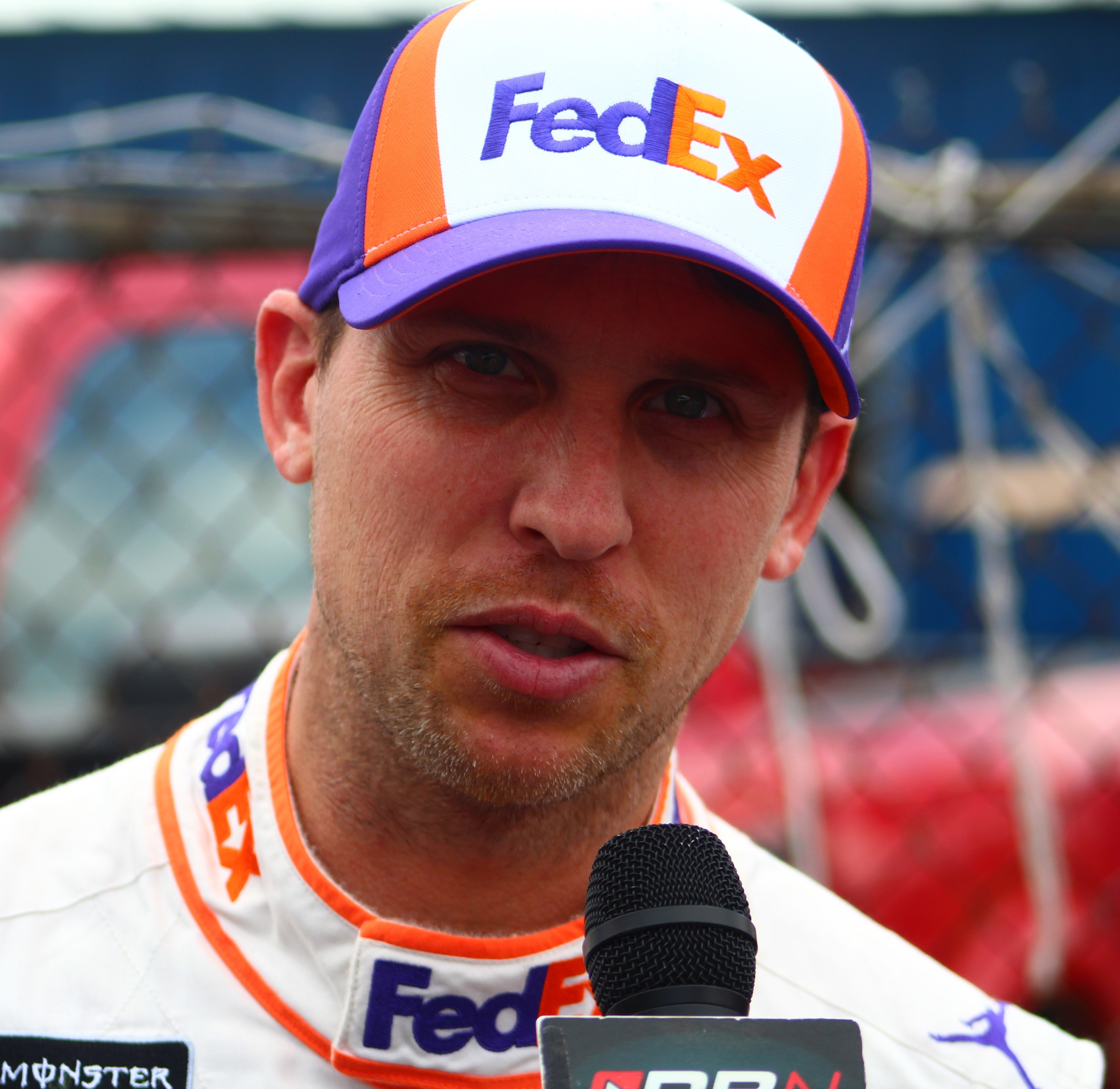
Denny Hamlin, è arrivato quarto nel campionato.

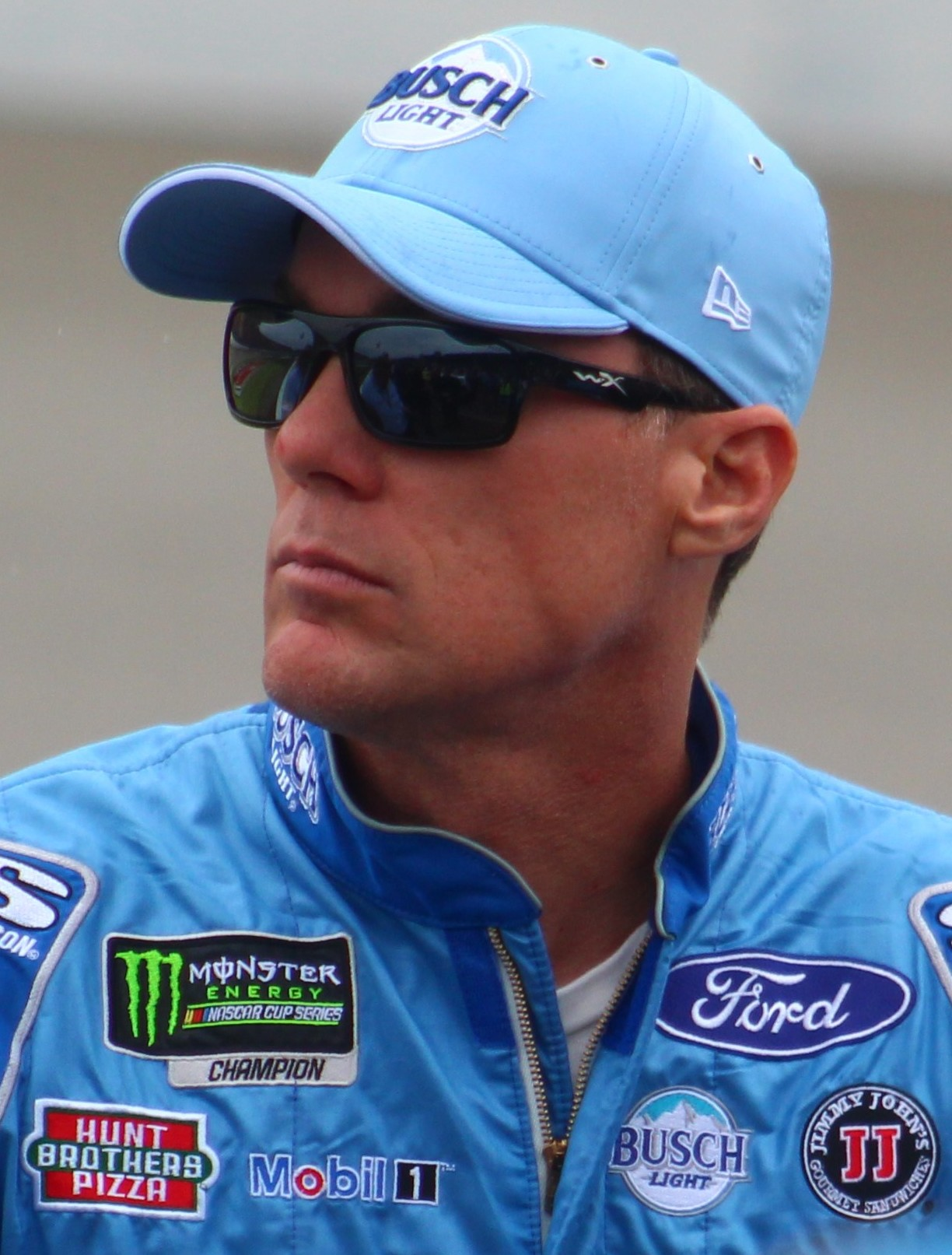
Kevin Harvick ha vinto il campionato di stagione regolare, ma è arrivato quinto ai playoff.

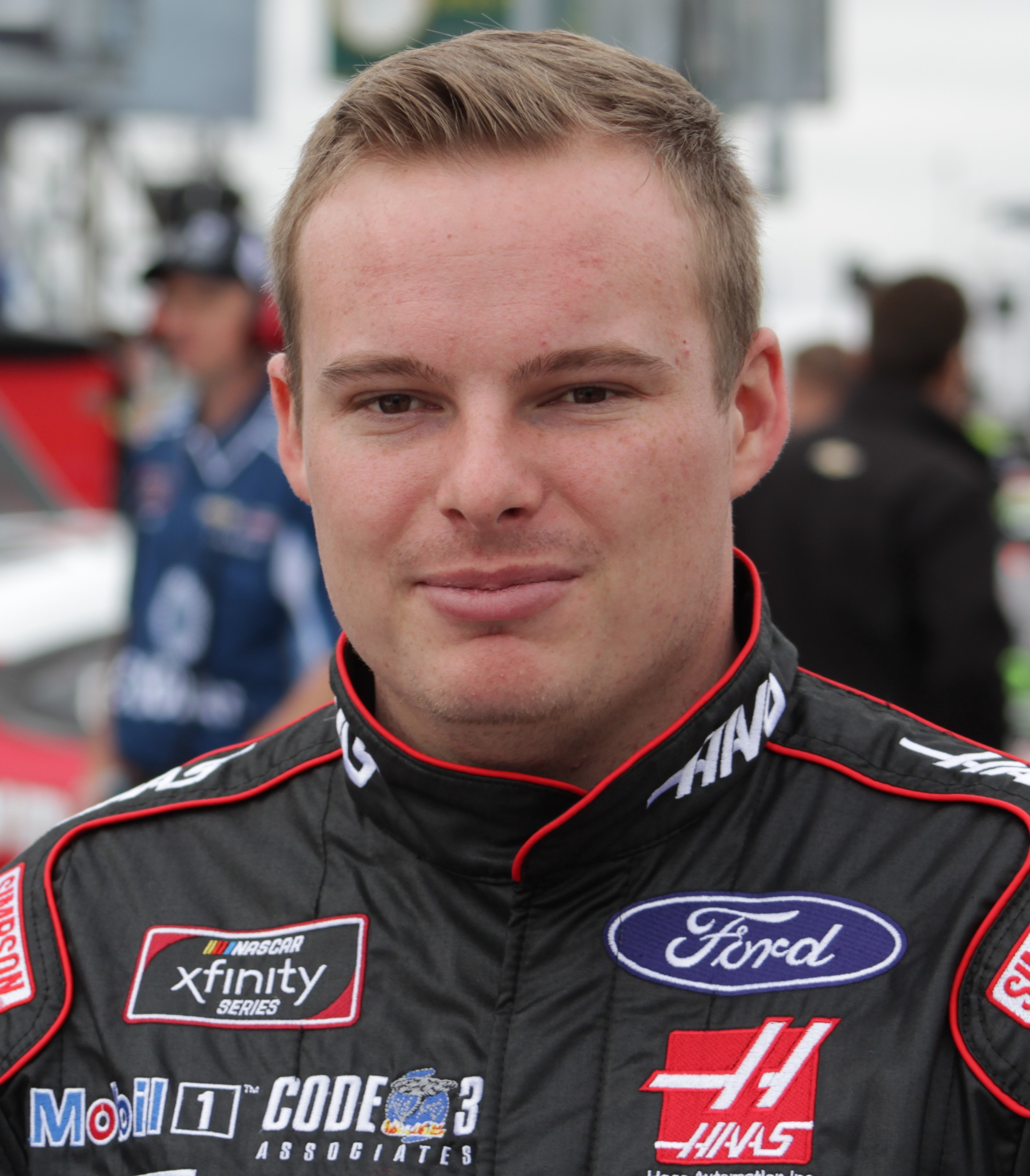
Cole Custer, il Rookie of the Year 2020.

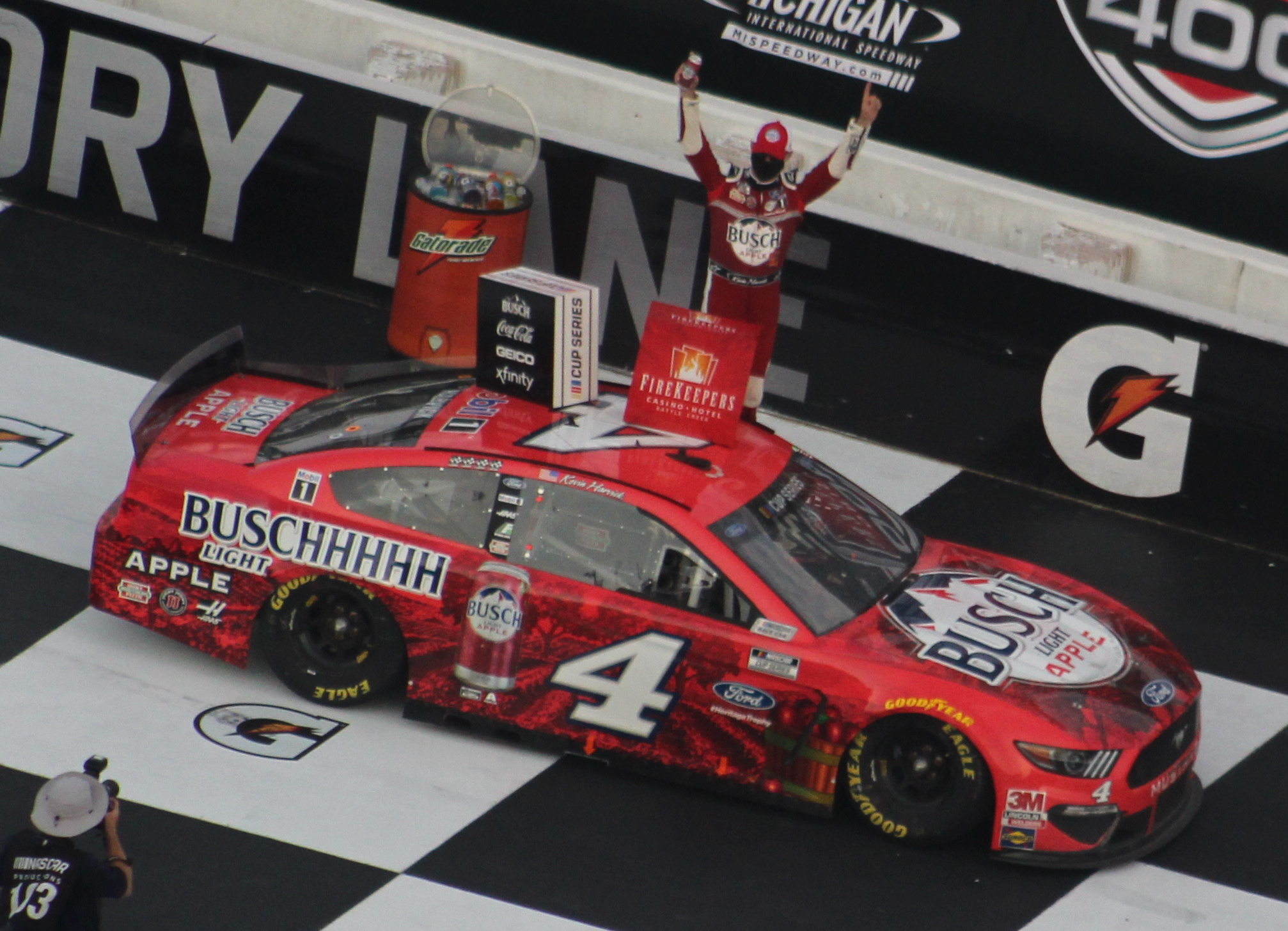
Ford ha vinto il campionato costruttori con 1329 punti e 18 vittorie.

La NASCAR Cup Series 2020 è stata la 72ª edizione della serie per Stock car. La stagione è iniziata al Daytona International Speedway con la 63ª edizione della Daytona 500. La stagione regolare si è conclusa con il Coke Zero Sugar 400 a Daytona il 29 agosto. I playoffs si sono conclusi con la Season Finale 500 al l'8 novembre.
Dopo la seconda gara denominata Drydene 311, al Dover International Speedway, Kevin Harvick ha conquistato il Regular Season Championship. Chase Elliott è stato invece proclamato campione dopo la gara Finale al Phoenix Raceway. William Byron e Cole Custer hanno vinto la loro prima gara nella massima categoria e, in virtù della sua vittoria, Custer ha vinto il premio Rookie dell'anno. La Ford ha vinto il campionato costruttori dopo la Xfinity 500 al Martinsville Speedway. Si tratta dell'ultima stagione in questa categoria per il 7 volte campione Jimmie Johnson, che dal 2021 passerà all'IndyCar.

## Sponsorizzazione
Questa è stata la prima stagione della NASCAR con il nuovo modello di sponsorizzazione alternata dopo aver rifiutato l'offerta di Monster Energy di estendere la sponsorizzazione. Il 5 dicembre 2019 la NASCAR ha stretto accordi con le aziende Busch Beer, Coca-Cola, GEICO e Xfinity come Premier Partner della NASCAR Cup Series.

## Squadre e piloti

### Squadre qualificate
| Costruttore          | Squadra                   | No. | Pilota da corsa      | Caposquadra                                                                               |
| -------------------- | ------------------------- | --- | -------------------- | ----------------------------------------------------------------------------------------- |
| Chevrolet            | Chip Ganassi Racing       | 1   | Kurt Busch           | Matt McCall                                                                               |
| Chevrolet            | Chip Ganassi Racing       | 42  | Kyle Larson          | Chad Johnston Phil Surgen                                                                 |
| Chevrolet            | Chip Ganassi Racing       | 42  | Matt Kenseth         | Chad Johnston Phil Surgen                                                                 |
| Chevrolet            | Germain Racing            | 13  | Ty Dillon            | Matt Borland                                                                              |
| Chevrolet            | Hendrick Motorsports      | 9   | Chase Elliott        | Alan Gustafson                                                                            |
| Chevrolet            | Hendrick Motorsports      | 24  | William Byron        | Chad Knaus Keith Rodden                                                                   |
| Chevrolet            | Hendrick Motorsports      | 48  | Jimmie Johnson       | Cliff Daniels                                                                             |
| Chevrolet            | Hendrick Motorsports      | 48  | Justin Allgaier      | Cliff Daniels                                                                             |
| Chevrolet            | Hendrick Motorsports      | 88  | Alex Bowman          | Greg Ives                                                                                 |
| Chevrolet            | JTG Daugherty Racing      | 37  | Ryan Preece          | Trent Owens Brian Burns                                                                   |
| Chevrolet            | JTG Daugherty Racing      | 47  | Ricky Stenhouse Jr.  | Brian Pattie Eddie Pardue                                                                 |
| Chevrolet            | Premium motorsports       | 15  | Brennan Poole        | Pat Tryson                                                                                |
| Chevrolet            | Premium motorsports       | 15  | JJ Yeley             | Pat Tryson                                                                                |
| Chevrolet            | Richard Childress Racing  | 3   | Austin Dillon        | Justin Alexander                                                                          |
| Chevrolet            | Richard Childress Racing  | 3   | Kaz Grala            | Justin Alexander                                                                          |
| Chevrolet            | Richard Childress Racing  | 8   | Tyler Reddick        | Randall Burnett                                                                           |
| Chevrolet            | Richard Petty Motorsports | 43  | Bubba Wallace        | Jerry Baxter Joey Forgette                                                                |
| Chevrolet            | Spire Motorsports         | 77  | Ross Chastain        | Tommy Baldwin Jr. Peter Sospenzo James Pohlman Thomas Tucker                              |
| Chevrolet            | Spire Motorsports         | 77  | Reed Sorenson        | Tommy Baldwin Jr. Peter Sospenzo James Pohlman Thomas Tucker                              |
| Chevrolet            | Spire Motorsports         | 77  | JJ Yeley             | Tommy Baldwin Jr. Peter Sospenzo James Pohlman Thomas Tucker                              |
| Chevrolet            | Spire Motorsports         | 77  | Garrett Smithley     | Tommy Baldwin Jr. Peter Sospenzo James Pohlman Thomas Tucker                              |
| Chevrolet            | Spire Motorsports         | 77  | BJ McLeod            | Tommy Baldwin Jr. Peter Sospenzo James Pohlman Thomas Tucker                              |
| Chevrolet            | Spire Motorsports         | 77  | James Davison        | Tommy Baldwin Jr. Peter Sospenzo James Pohlman Thomas Tucker                              |
| Chevrolet            | Spire Motorsports         | 77  | Josh Bilicki         | Tommy Baldwin Jr. Peter Sospenzo James Pohlman Thomas Tucker                              |
| Chevrolet            | Spire Motorsports         | 77  | Stanton Barrett      | Tommy Baldwin Jr. Peter Sospenzo James Pohlman Thomas Tucker                              |
| Chevrolet            | Spire Motorsports         | 77  | Justin Haley         | Tommy Baldwin Jr. Peter Sospenzo James Pohlman Thomas Tucker                              |
| Chevrolet            | StarCom Racing            | 00  | Quin Houff           | George Church                                                                             |
| Ford                 | Front Row Motorsports     | 34  | Michael McDowell     | Drew Blickensderfer                                                                       |
| Ford                 | Front Row Motorsports     | 38  | John Hunter Nemechek | Seth Barbour                                                                              |
| Ford                 | Go Fas Racing             | 32  | Corey LaJoie         | Ryan Sparks Roy Gangdal                                                                   |
| Ford                 | Roush Fenway Racing       | 6   | Ryan Newman          | Scott Graves                                                                              |
| Ford                 | Roush Fenway Racing       | 6   | Ross Chastain        | Scott Graves                                                                              |
| Ford                 | Roush Fenway Racing       | 17  | Chris Buescher       | Luke Lambert                                                                              |
| Ford                 | Stewart-Haas Racing       | 4   | Kevin Harvick        | Rodney Childers                                                                           |
| Ford                 | Stewart-Haas Racing       | 10  | Aric Almirola        | Mike Bugarewicz                                                                           |
| Ford                 | Stewart-Haas Racing       | 14  | Clint Bowyer         | Johnny Klausmeier Greg Zipadelli                                                          |
| Ford                 | Stewart-Haas Racing       | 41  | Cole Custer          | Mike Shiplett                                                                             |
| Ford                 | Team Penske               | 2   | Brad Keselowski      | Jeremy Bullins                                                                            |
| Ford                 | Team Penske               | 12  | Ryan Blaney          | Todd Gordon Travis Geisler                                                                |
| Ford                 | Team Penske               | 22  | Joey Logano          | Paul Wolfe                                                                                |
| Ford                 | Wood Brothers Racing      | 21  | Matt DiBenedetto     | Greg Erwin                                                                                |
| Toyota               | Joe Gibbs Racing          | 11  | Denny Hamlin         | Chris Gabehart Sam McAulay                                                                |
| Toyota               | Joe Gibbs Racing          | 18  | Kyle Busch           | Adam Stevens 35 Jacob Canter 1                                                            |
| Toyota               | Joe Gibbs Racing          | 19  | Martin Truex Jr.     | James Small 35 Blake Harris 1                                                             |
| Toyota               | Joe Gibbs Racing          | 20  | Erik Jones           | Chris Gayle 35 Seth Chavka 1                                                              |
| Toyota               | Leavine Family Racing     | 95  | Christopher Bell     | Jason Ratcliff                                                                            |
| Chevrolet Ford       | Petty Ware Racing         | 51  | Joey Gase            | Lee Leslie Jason Houghtaling Tommy Baldwin Jr. Jason Miller Todd Parrott Mike Hillman Sr. |
| Chevrolet Ford       | Petty Ware Racing         | 51  | Garrett Smithley     | Lee Leslie Jason Houghtaling Tommy Baldwin Jr. Jason Miller Todd Parrott Mike Hillman Sr. |
| Chevrolet Ford       | Petty Ware Racing         | 51  | James Davison        | Lee Leslie Jason Houghtaling Tommy Baldwin Jr. Jason Miller Todd Parrott Mike Hillman Sr. |
| Chevrolet Ford       | Petty Ware Racing         | 51  | Josh Bilicki         | Lee Leslie Jason Houghtaling Tommy Baldwin Jr. Jason Miller Todd Parrott Mike Hillman Sr. |
| Ford 31 Chevrolet 5  | Rick Ware Racing          | 27  | BJ McLeod            | Jason Houghtaling Mike Hillman Sr. Todd Parrott                                           |
| Ford 31 Chevrolet 5  | Rick Ware Racing          | 27  | JJ Yeley             | Jason Houghtaling Mike Hillman Sr. Todd Parrott                                           |
| Ford 31 Chevrolet 5  | Rick Ware Racing          | 27  | Grey Gaulding        | Jason Houghtaling Mike Hillman Sr. Todd Parrott                                           |
| Ford 31 Chevrolet 5  | Rick Ware Racing          | 27  | Josh Bilicki         | Jason Houghtaling Mike Hillman Sr. Todd Parrott                                           |
| Ford 31 Chevrolet 5  | Rick Ware Racing          | 27  | Cody Ware            | Jason Houghtaling Mike Hillman Sr. Todd Parrott                                           |
| Ford 12 Chevrolet 24 | Rick Ware Racing          | 53  | David Ragan          | Derrick Finley                                                                            |
| Ford 12 Chevrolet 24 | Rick Ware Racing          | 53  | Joey Gase            | Lee Leslie Jason Houghtaling Todd Parrott Ken Evans                                       |
| Ford 12 Chevrolet 24 | Rick Ware Racing          | 53  | Garrett Smithley     | Lee Leslie Jason Houghtaling Todd Parrott Ken Evans                                       |
| Ford 12 Chevrolet 24 | Rick Ware Racing          | 53  | Bayley Currey        | Lee Leslie Jason Houghtaling Todd Parrott Ken Evans                                       |
| Ford 12 Chevrolet 24 | Rick Ware Racing          | 53  | David Starr          | Lee Leslie Jason Houghtaling Todd Parrott Ken Evans                                       |
| Ford 12 Chevrolet 24 | Rick Ware Racing          | 53  | Josh Bilicki         | Lee Leslie Jason Houghtaling Todd Parrott Ken Evans                                       |
| Ford 12 Chevrolet 24 | Rick Ware Racing          | 53  | JJ Yeley             | Lee Leslie Jason Houghtaling Todd Parrott Ken Evans                                       |
| Ford 12 Chevrolet 24 | Rick Ware Racing          | 53  | James Davison        | Lee Leslie Jason Houghtaling Todd Parrott Ken Evans                                       |

## Calendario e risultati
| No                               | Nome gara                                                     | Pista                                                                | Data           | Vincitore gara   |
| -------------------------------- | ------------------------------------------------------------- | -------------------------------------------------------------------- | -------------- | ---------------- |
|                                  | Busch Clash                                                   | Daytona International Speedway, Daytona Beach, Florida               | 9 Febbraio     | Erik Jones       |
| Bluegreen Vacations Duel         | 13 Febbraio                                                   | Daytona International Speedway, Daytona Beach, Florida               | William Byron  |                  |
| 1                                | Daytona 500                                                   | Daytona International Speedway, Daytona Beach, Florida               | 16–17 Febbraio | Danny Hamlin     |
| 2                                | Pennzoil 400                                                  | Las Vegas Motor Speedway, Las Vegas, Nevada                          | 23 Febbraio    | Joey Logano      |
| 3                                | Auto Club 400                                                 | Auto Club Speedway, Fontana, California                              | 1 Marzo        | Alex Bowman      |
| 4                                | FanShield 500                                                 | Phoenix Raceway, Avondale, Arizona                                   | 8 Marzo        | Joey Logano      |
| 5                                | The Real Heroes 400                                           | Darlington Raceway, Darlington, Carolina del Sud                     | 17 Marzo       | Kevin Harvick    |
| 6                                | Toyota 500                                                    | Darlington Raceway, Darlington, Carolina del Sud                     | 20 Maggio      | Danny Hamlin     |
| 7                                | Coca-Cola 600                                                 | Charlotte Motor Speedway, Concord, Carolina del Nord                 | 24 Maggio      | Brad Keselowsky  |
| 8                                | Alsco Uniforms 500                                            | Charlotte Motor Speedway, Concord, Carolina del Nord                 | 28 Maggio      | Chase Elliott    |
| 9                                | Food City presents the Supermarket Heroes 500                 | Bristol Motor Speedway, Bristol, Tennessee                           | 31 Maggio      | Brad Keselowsky  |
| 10                               | Folds of Honor QuikTrip 500                                   | Atlanta Motor Speedway, Hampton, Georgia                             | 7 Giugno       | Kevin Harvick    |
| 11                               | Blue-Emu Maximum Pain Relief 500                              | Martinsville Speedway, Ridgeway, Virginia                            | 10 Giugno      | Martin Truex Jr. |
| 12                               | Dixie Vodka 400                                               | Homestead–Miami Speedway, Homestead, Florida                         | 14 Giugno      | Danny Hamlin     |
| 13                               | GEICO 500                                                     | Talladega Superspeedway, Lincoln, Alabama                            | 22 Giugno      | Ryan Blaney      |
| 14                               | Pocono Organics 325                                           | Pocono Raceway, Long Pond, Pennsylvania                              | 27 Giugno      | Kevin Harvick    |
| 15                               | Pocono 350                                                    | Pocono Raceway, Long Pond, Pennsylvania                              | 28 Giugno      | Danny Hamlin     |
| 16                               | Big Machine Hand Sanitizer 400 Powered by Big Machine Records | Indianapolis Motor Speedway, Speedway, Indiana                       | 5 Luglio       | Kevin Harvick    |
| 17                               | Quaker State 400                                              | Kentucky Speedway, Sparta, Kentucky                                  | 12 Luglio      | Cole Custer      |
|                                  | NASCAR All Star Open                                          | Bristol Motor Speedway, Bristol, Tennessee                           | 15 Luglio      | Matt DiBenedetto |
| NASCAR All-Star Race             | Chase Elliott                                                 | Bristol Motor Speedway, Bristol, Tennessee                           | 15 Luglio      |                  |
| 18                               | O'Reilly Auto Parts 500                                       | Texas Motor Speedway, Fort Worth, Texas                              | 19 Luglio      | Austin Dillon    |
| 19                               | Super Start Batteries 400                                     | Kansas Speedway, Kansas City, Kansas                                 | 23 Luglio      | Denny Hamlin     |
| 20                               | Foxwoods Resort Casino 301                                    | New Hampshire Motor Speedway, Loudon, New Hampshire                  | 2 Agosto       | Brad Keselowsky  |
| 21                               | FireKeepers Casino 400                                        | Michigan International Speedway, Brooklyn, Michigan                  | 8 Agosto       | Kevin Harvick    |
| 22                               | Consumers Energy 400                                          | Michigan International Speedway, Brooklyn, Michigan                  | 9 Agosto       | Kevin Harvick    |
| 23                               | Go Bowling 235                                                | Daytona International Speedway (Road Course), Daytona Beach, Florida | 16 Agosto      | Chase Elliott    |
| 24                               | Drydene 311                                                   | Dover International Speedway, Dover, Delaware                        | 22 Agosto      | Denny Hamlin     |
| 25                               | Drydene 311                                                   | Dover International Speedway, Dover, Delaware                        | 23 Agosto      | Kevin Harvick    |
| 26                               | Coke Zero Sugar 400                                           | Daytona International Speedway, Daytona Beach, Florida               | 29 Agosto      | William Byron    |
| NASCAR Cup Championship Playoffs |                                                               |                                                                      |                |                  |
| Round of 16                      |                                                               |                                                                      |                |                  |
| 27                               | Cook Out Southern 500                                         | Darlington Raceway, Darlington, South Carolina                       | 6 Settembre    | Kevin Harvick    |
| 28                               | Federated Auto Parts 400                                      | Richmond Raceway, Richmond, Virginia                                 | 12 Settembre   | Brad Keselowsky  |
| 29                               | Bass Pro Shops NRA Night Race                                 | Bristol Motor Speedway, Bristol, Tennessee                           | 19 Settembre   | Kevin Harvick    |
| Round of 12                      |                                                               |                                                                      |                |                  |
| 30                               | South Point 400                                               | Las Vegas Motor Speedway, Las Vegas, Nevada                          | 27 Settembre   | Kurt Bush        |
| 31                               | YellaWood 500                                                 | Talladega Superspeedway, Lincoln, Alabama                            | 4 Ottobre      | Denny Hamlin     |
| 32                               | Bank of America Roval 400                                     | Charlotte Motor Speedway (Road Course), Concord, Carolina del Nord   | 11 Ottobre     | Chase Elliott    |
| Round of 8                       |                                                               |                                                                      |                |                  |
| 33                               | Hollywood Casino 400                                          | Kansas Speedway, Kansas City, Kansas                                 | 18 Ottobre     | Joey Logano      |
| 34                               | Autotrader EchoPark Automotive 500                            | Texas Motor Speedway, Fort Worth, Texas                              | 25–28 Ottobre  | Kyle Bush        |
| 35                               | Xfinity 500                                                   | Martinsville Speedway, Ridgeway, Virginia                            | 1 Novembre     | Chase Elliott    |
| Championship 4                   |                                                               |                                                                      |                |                  |
| 36                               | Season Finale 500                                             | Phoenix Raceway, Avondale, Arizona                                   | 8 Novembre     | Chase Elliott    |

## Classifiche

### Campionato piloti
(chiave) Grassetto – Pole position assegnata in base al tempo. Corsivo – Pole position stabilita con la formula della competizione. * – Maggiori giri in testa. 1 – Vincitore Stage 1. 2 – Vincitore Stage 2. 3 – Vincitore Stage 3.1–10 - I primi 10 classificati della Regular Season.

. – Eliminato dopo il Round of 16
. – Eliminato dopo il Round of 12
. – Eliminato dopo il Round of 8
| Pos. | Pilota                   | DAY | LVS  | CAL | PHO | DAR | DAR   | CLT   | CLT | BRI  | ATL | MAR | HOM  | TAL | POC | POC | IND | KEN | TEX  | KAN | NHA | MCH  | MCH | DAY | DOV  | DOV  | DAY   |       | DAR | RCH | BRI | LVS | TAL | CLT | KAN | TEX | MAR | PHO  | Punti | Stage | Bonus |
| --- | ------------------------ | --- | ---- | --- | --- | --- | ----- | ----- | --- | ---- | --- | --- | ---- | --- | --- | --- | --- | --- | ---- | --- | --- | ---- | --- | --- | ---- | ---- | ----- | ----- | --- | --- | --- | --- | --- | --- | --- | --- | --- | ---- | ----- | ----- | ----- |
| 1 | Chase Elliott            | 171 | 2612 | 4   | 7*  | 4   | 38    | 2     | 1   | 2212 | 8   | 5   | 2    | 38  | 25  | 4   | 11  | 23  | 12   | 12  | 9   | 7    | 9   | 1*1 | 5    | 39   | 2     | 20    | 5   | 71  | 222 | 5   | 1*  | 61  | 20  | 1*2 | 1*  | 5040 | –     | 277   |       |
| 2 | Brad Keselowski          | 36  | 7    | 5   | 112 | 132 | 4     | 1     | 7   | 1    | 9   | 3   | 10   | 19  | 9   | 112 | 4   | 92  | 9    | 2   | 1*2 | 2    | 39  | 13  | 9    | 8    | 10    | 11    | 1*2 | 34  | 13  | 18  | 18  | 4   | 6   | 4   | 2   | 5035 | –     | 353   |       |
| 3 | Joey Logano              | 26  | 1    | 12  | 1   | 18  | 6     | 133   | 61  | 21   | 10  | 4*1 | 27   | 17  | 361 | 24  | 10  | 15  | 3    | 35  | 4   | 8    | 5   | 9   | 8    | 6    | 27*12 | 3     | 3   | 11  | 14  | 26* | 2   | 1   | 10  | 3   | 31  | 5034 | –     | 225   |       |
| 4 | Denny Hamlin             | 1*2 | 17   | 6   | 20  | 5   | 1     | 29    | 2   | 17*  | 5   | 24  | 1*12 | 4   | 2   | 1*  | 28  | 12  | 20   | 1*  | 21  | 6    | 2   | 2   | 1*12 | 19   | 3     | 13    | 121 | 21  | 3*1 | 1   | 15  | 152 | 9   | 111 | 4   | 5033 | –     | 542   |       |
| Esclusi dal NASCAR Cup Series Playoffs |                          |     |      |     |     |     |       |       |     |      |     |     |      |     |     |     |     |     |      |     |     |      |     |     |      |      |       |       |     |     |     |     |     |     |     |     |     |      |       |       |       |
| Pos. | Pilota                   | DAY | LVS  | CAL | PHO | DAR | DAR   | CLT   | CLT | BRI  | ATL | MAR | HOM  | TAL | POC | POC | IND | KEN | TEX  | KAN | NHA | MCH  | MCH | DAY | DOV  | DOV  | DAY   |       | DAR | RCH | BRI | LVS | TAL | CLT | KAN | TEX | MAR | PHO  | Punti | Stage | Bonus |
| 5 | Kevin Harvick            | 5   | 8*   | 9   | 21  | 1*  | 3     | 5     | 10* | 11   | 1*  | 15  | 26   | 10  | 1   | 2   | 1*2 | 4   | 5    | 4   | 5   | 1*12 | 1*2 | 17  | 4    | 1*12 | 20    | 1     | 7   | 1*  | 10  | 20  | 11  | 2*  | 16  | 17  | 7   | 2410 | 14    | 671   |       |
| 6 | Alex Bowman              | 24  | 13   | 1*1 | 14  | 2   | 18    | 19*12 | 312 | 37   | 12  | 6   | 18   | 7   | 27  | 9   | 30  | 19  | 30   | 8   | 15  | 21   | 36  | 12  | 21   | 5    | 7     | 6     | 9   | 16  | 5   | 14  | 8   | 3   | 5   | 6   | 16  | 2371 | 35    | 9     |       |
| 7 | Martin Truex Jr.         | 32  | 20   | 14  | 32  | 6   | 10    | 6     | 9   | 20   | 312 | 1   | 12   | 24  | 6   | 10  | 38  | 2   | 29   | 3   | 3   | 3    | 3   | 3   | 2    | 2    | 4     | 22*12 | 2   | 24  | 4   | 232 | 7   | 9   | 2   | 22  | 10  | 2341 | 38    | 174   |       |
| 8 | Kyle Busch               | 34  | 15   | 2   | 3   | 26  | 2     | 4     | 29  | 4    | 2   | 19  | 6    | 32  | 5   | 38  | 6   | 21  | 4    | 111 | 38  | 5    | 4   | 37  | 3    | 11   | 33    | 7     | 6   | 2   | 6   | 27  | 30  | 5   | 1*2 | 9   | 11  | 2341 | 36    | 49    |       |
| 9 | Ryan Blaney              | 2   | 11   | 192 | 37  | 16  | 21    | 3     | 3   | 40   | 4   | 2   | 3    | 1*  | 12  | 22  | 32  | 6   | 7*12 | 20  | 20  | 4    | 38  | 31  | 14   | 12   | 6     | 24    | 19  | 13  | 7   | 25  | 52  | 7   | 4   | 2   | 6   | 2336 | 75    | 146   |       |
| 10 | Kurt Busch               | 33  | 25   | 3   | 6   | 3   | 15    | 7     | 5   | 7    | 6   | 9   | 17   | 9   | 18  | 131 | 13  | 5   | 8    | 9   | 17  | 10   | 10  | 14  | 40   | 13   | 34    | 8     | 13  | 15  | 1   | 32  | 4   | 38  | 7   | 5   | 12  | 2287 | 14    | 6     |       |
| 11 | Austin Dillon            | 12  | 4    | 24  | 36  | 11  | 20    | 14    | 8   | 6    | 11  | 37  | 7    | 39  | 19  | 14  | 18  | 13  | 1    | 27  | 13  | 31   | 8   |     | 15   | 9    | 25    | 2     | 4   | 12  | 32  | 12  | 19  | 11  | 11  | 23  | 18  | 2277 | 24    | 5     |       |
| 12 | Clint Bowyer             | 6   | 12   | 23  | 5   | 17  | 22*12 | 39    | 16  | 2    | 20  | 17  | 11   | 25  | 7   | 8   | 16  | 14  | 11   | 14  | 18  | 19   | 141 | 6   | 6    | 16   | 19    | 10    | 10  | 6   | 12  | 33  | 10  | 26  | 171 | 8   | 14  | 2254 | 20    | 410   |       |
| 13 | Matt DiBenedetto         | 19  | 2    | 13  | 13  | 14  | 9     | 17    | 15  | 31   | 25  | 7   | 14   | 26  | 13  | 6   | 19  | 3   | 17   | 36  | 6   | 15   | 7   | 15  | 20   | 17   | 12    | 21    | 17  | 19  | 2   | 21  | 22  | 12  | 8   | 10  | 8   | 2249 | 19    | –     |       |
| 14 | William Byron            | 40  | 22   | 15  | 10  | 351 | 12    | 20    | 12  | 8    | 33  | 8   | 9    | 11  | 14  | 7   | 271 | 11  | 37   | 10  | 11  | 14   | 12  | 8   | 28   | 4    | 1     | 5     | 21  | 38  | 25  | 4   | 6*  | 8   | 13  | 35  | 9   | 2247 | 32    | 7     |       |
| 15 | Aric Almirola            | 22  | 21   | 8   | 8   | 12  | 7     | 15    | 20  | 29   | 17  | 33  | 5    | 3   | 3*2 | 5   | 3   | 8*1 | 10   | 6   | 7   | 16   | 6   | 24  | 17   | 7    | 18    | 9     | 8   | 5   | 17  | 37  | 16  | 13  | 23  | 7   | 13  | 2235 | –     | 58    |       |
| 16 | Cole Custer (R)          | 37  | 19   | 18  | 9   | 22  | 31    | 12    | 18  | 35   | 19  | 29  | 22   | 22  | 16  | 17  | 5   | 1   | 39   | 7   | 8   | 34   | 25  | 22  | 11   | 10   | 30    | 12    | 14  | 23  | 16  | 31  | 9   | 14  | 14  | 13  | 28  | 2202 | 1     | 5     |       |
| 17 | Erik Jones               | 18  | 23   | 10  | 28  | 8   | 5     | 11    | 26  | 5    | 28  | 20  | 21   | 5   | 38  | 3   | 33  | 22  | 6    | 5   | 24  | 11   | 27  | 11  | 12   | 22   | 35    | 4     | 22  | 3   | 8   | 2   | 3   | 20  | 21  | 12  | 22  | 873  | 108   | –     |       |
| 18 | Jimmie Johnson           | 35  | 5    | 7   | 12  | 38  | 8     | 40    | 11  | 3    | 7   | 102 | 16   | 13  | 21  | 16  |     | 18  | 26   | 32  | 12  | 12   | 11  | 4   | 7    | 3    | 17    | 18    | 31  | 17  | 11  | 29  | 13  | 31  | 36  | 30  | 5   | 836  | 131   | 1     |       |
| 19 | Tyler Reddick (R)        | 28  | 18   | 11  | 33  | 7   | 13    | 8     | 14  | 36   | 16  | 16  | 4    | 201 | 30  | 35  | 8   | 10  | 2    | 13  | 10  | 18   | 24  | 18  | 13   | 18   | 29    | 23    | 11  | 4   | 38  | 7   | 12  | 25  | 15  | 24  | 19  | 780  | 75    | 1     |       |
| 20 | Christopher Bell (R)     | 21  | 33   | 38  | 24  | 24  | 11    | 9     | 21  | 9    | 18  | 28  | 8    | 29  | 4   | 39  | 12  | 7   | 21   | 23  | 28  | 13   | 17  | 21  | 22   | 27   | 13    | 34    | 15  | 28  | 24  | 39  | 24  | 10  | 3   | 15  | 17  | 678  | 76    | –     |       |
| 21 | Chris Buescher           | 3   | 14   | 16  | 17  | 32  | 23    | 10    | 22  | 23   | 22  | 13  | 23   | 6   | 10  | 36  | 31  | 20  | 19   | 33  | 25  | 20   | 20  | 5   | 16   | 14   | 9     | 26    | 24  | 8   | 9   | 221 | 20  | 21  | 34  | 38  | 20  | 645  | 34    | 1     |       |
| 22 | Bubba Wallace            | 15  | 6    | 27  | 19  | 21  | 16    | 38    | 37  | 10   | 21  | 11  | 13   | 14  | 22  | 20  | 9   | 27  | 14   | 37  | 23  | 9    | 21  | 25  | 27   | 21   | 5     | 38    | 26  | 22  | 28  | 24  | 21  | 18  | 38  | 21  | 15  | 597  | 20    | –     |       |
| 23 | Michael McDowell         | 14  | 36   | 22  | 16  | 23  | 17    | 18    | 25  | 14   | 24  | 14  | 15   | 18  | 8   | 40  | 7   | 24  | 15   | 16  | 19  | 29   | 28  | 10  | 26   | 25   | 14    | 16    | 25  | 10  | 21  | 36  | 32  | 19  | 26  | 28  | 23  | 588  | 5     | –     |       |
| 24 | Ricky Stenhouse Jr.      | 20  | 3    | 20  | 22  | 40  | 25    | 24    | 4   | 34   | 13  | 21  | 20   | 2   | 17  | 15  | 36  | 29  | 38   | 40  | 14  | 32   | 19  | 16  | 10   | 37   | 32    | 19    | 18  | 40  | 23  | 38  | 17  | 16  | 12  | 20  | 27  | 584  | 55    | 1     |       |
| 25 | Ryan Newman              | 9   |      |     |     | 15  | 14    | 27    | 17  | 15   | 14  | 12  | 30   | 23  | 15  | 18  | 34  | 17  | 13   | 28  | 21  | 28   | 13  | 19  | 19   | 24   | 36    | 15    | 23  | 25  | 15  | 6   | 31  | 22  | 19  | 18  | 24  | 566  | 17    | –     |       |
| 26 | Ty Dillon                | 30  | 10   | 26  | 15  | 19  | 19    | 25    | 27  | 39   | 29  | 22  | 28   | 12  | 26  | 23  | 14  | 16  | 35   | 15  | 22  | 23   | 18  | 20  | 18   | 29   | 22    | 27    | 28  | 18  | 26  | 3   | 231 | 24  | 24  | 16  | 21  | 556  | 13    | 1     |       |
| 27 | John Hunter Nemechek (R) | 11  | 24   | 25  | 25  | 9   | 35    | 16    | 13  | 13   | 23  | 25  | 19   | 8   | 24  | 19  | 15  | 36  | 22   | 19  | 36  | 36   | 23  | 35  | 24   | 20   | 11    | 36    | 30  | 20  | 20  | 8   | 36  | 17  | 22  | 26  | 26  | 534  | 8     | –     |       |
| 28 | Matt Kenseth             |     |      |     |     | 10  | 30    | 26    | 23  | 16   | 15  | 23  | 25   | 40  | 11  | 12  | 2   | 25  | 18   | 17  | 37  | 17   | 15  | 26  | 23   | 15   | 28    | 14    | 16  | 14  | 18  | 16  | 34  | 40  | 39  | 14  | 25  | 521  | 9     | –     |       |
| 29 | Ryan Preece              | 29  | 37   | 30  | 18  | 20  | 39    | 22    | 24  | 12   | 26  | 26  | 24   | 15  | 20  | 25  | 40  | 38  | 40   | 34  | 16  | 25   | 16  | 23  | 25   | 26   | 37    | 17    | 20  | 9   | 19  | 10  | 14  | 29  | 18  | 19  | 34  | 477  | 16    | –     |       |
| 30 | Corey LaJoie             | 8   | 16   | 29  | 27  | 31  | 24    | 23    | 19  | 32   | 27  | 18  | 29   | 16  | 23  | 21  | 39  | 28  | 16   | 21  | 35  | 22   | 22  | 32  | 29   | 23   | 21    | 37    | 27  | 33  | 27  | 28  | 27  | 23  | 25  | 25  | 38  | 408  | 1     | –     |       |
| 31 | Daniel Suárez            | DNQ | 30   | 28  | 21  | 25  | 27    | 28    | 28  | 18   | 31  | 27  | 31   | 28  | 28  | 26  | 20  | 26  | 23   | 18  | 26  | 24   | 26  | 27  | 30   | 28   | 26    | 25    | 29  | 26  | 29  | 34  | 25  | 27  | 27  | 27  | 31  | 365  | –     | –     |       |
| 32 | Brennan Poole (R)        | 16  | 29   | 32  | 31  | 27  | 37    | 30    | 38  | 24   | 30  | 30  | 32   | 35  | 29  | 27  | 35  | 31  | 27   | 30  | 27  | 37   | 30  | 28  | 36   | 30   | 15    | 28    | 33  |     | 30  | 9   | 37  | 28  | 28  | 37  | 29  | 269  | –     | –     |       |
| 33 | Quin Houff (R)           | 39  | 32   | 35  | 34  | 36  | 26    | 35    | 32  | 27   | 32  | 34  | 33   | 27  | 40  | 31  | 23  | 35  | 34   | 24  | 32  | 27   | 32  | 33  | 33   | 34   | 23    | 31    | 32  | 29  | 34  | 13  | 28  | 33  | 33  | 33  | 39  | 214  | –     | –     |       |
| 34 | Kyle Larson              | 10  | 9    | 21  | 4   |     |       |       |     |      |     |     |      |     |     |     |     |     |      |     |     |      |     |     |      |      |       |       |     |     |     |     |     |     |     |     |     | 121  | 9     | –     |       |
| 35 | Brendan Gaughan          | 7   |      |     |     |     |       |       |     |      |     |     |      | 21  |     |     |     |     |      |     |     |      |     | 39  |      |      | 8     |       |     |     |     | 35  |     |     |     |     |     | 78   | –     | –     |       |
| 36 | Reed Sorenson            | 31  | 34   | 36  | 30  | 29  |       |       |     |      | 37  | 38  |      |     |     |     |     |     | 28   | 31  |     | 30   | 31  |     | 39   | 33   |       |       | 36  | 36  |     |     |     | 36  | 32  |     |     | 68   | –     | –     |       |
| 37 | James Davison            |     |      |     |     |     |       |       |     |      |     |     |      |     | 34  | 30  |     |     |      |     | 30  | 38   | 37  | 30  |      |      | 39    | 39    | 37  | 35  |     | 30  | 29  | 32  |     | 36  | 33  | 56   | –     | –     |       |
| 38 | Stanton Barrett          |     |      |     |     |     |       |       |     |      |     |     |      |     |     |     |     |     |      |     |     |      |     | 38  |      |      |       |       |     |     |     |     |     |     |     |     |     | 1    | –     | –     |       |
| Esclusi dal punteggio del campionato piloti |                          |     |      |     |     |     |       |       |     |      |     |     |      |     |     |     |     |     |      |     |     |      |     |     |      |      |       |       |     |     |     |     |     |     |     |     |     |      |       |       |       |
| Pos. | Driver                   | DAY | LVS  | CAL | PHO | DAR | DAR   | CLT   | CLT | BRI  | ATL | MAR | HOM  | TAL | POC | POC | IND | KEN | TEX  | KAN | NHA | MCH  | MCH | DAY | DOV  | DOV  | DAY   |       | DAR | RCH | BRI | LVS | TAL | CLT | KAN | TEX | MAR | PHO  | Pts.  | Stage | Bonus |
| | David Ragan              | 4   |      |     |     |     |       |       |     |      |     |     |      |     |     |     |     |     |      |     |     |      |     |     |      |      |       |       |     |     |     |     |     |     |     |     |     |      |       |       |       |
| | Kaz Grala                |     |      |     |     |     |       |       |     |      |     |     |      |     |     |     |     |     |      |     |     |      |     | 7   |      |      |       |       |     |     |     |     |     |     |     |     |     |      |       |       |       |
| | Justin Haley             | 13  |      |     |     |     |       |       |     |      |     |     |      |     |     |     |     |     |      |     |     |      |     |     |      |      |       |       |     |     |     | 11  |     |     |     |     |     |      |       |       |       |
| | Timmy Hill               | 27  | 38   | 37  | 38  | 33  | 33    | 34    | 33  | 19   | 39  | 39  | 34   | 33  | 35  | 29  | 29  | 37  | 36   | 38  | 33  | 33   | 35  | 29  | 34   | 36   | 24    | 35    | 38  | 37  | 37  | 15  | 38  | 34  | 30  | 29  | 36  |      |       |       |       |
| | Ross Chastain            | 25  | 27   | 17  | 23  |     |       | 21    |     |      |     |     |      |     |     |     | 17  |     |      |     |     |      |     |     |      |      | 16    | 29    |     |     |     |     |     |     |     |     |     |      |       |       |       |
| | Joey Gase                | 23  | 31   | 33  | 29  | 30  | 29    | 36    | 39  | 33   | 38  | 35  | 36   | 37  | 37  | 33  | 26  | 34  | 32   | 29  | 34  | 39   |     |     | 35   | 40   | 31    | 33    | 35  | 31  | 35  | 17  |     | 37  | 37  | 34  | 32  |      |       |       |       |
| | Cody Ware                |     |      |     |     |     |       |       |     |      |     |     |      |     |     |     |     |     |      |     |     |      |     |     |      |      |       |       |     |     |     | 19  |     |     |     |     |     |      |       |       |       |
| | J. J. Yeley              | DNQ | 28   | 31  | 26  | 28  | 28    | 37    | 34  | 25   | 36  | 31  | 38   | 36  | 31  | 28  | 21  | 30  | 24   | 22  | 29  | 26   | 29  | 34† | 31   | 38   | 40    | 30    | 34  | 30  | 33  |     | 35  | 30  | 40  | 31  | 30  |      |       |       |       |
| | B. J. McLeod             | 38  |      |     |     | 39  | 36    | 32    | 35  | 28   | 40  |     | 35   | 31  | 39  | 37  | 22  |     | 33   | 39  |     |      |     |     | 38   | 31   |       |       |     |     |     |     |     |     |     |     |     |      |       |       |       |
| | Garrett Smithley         |     | 35   | 34  | 35  | 37  | 34    | 33    | 40  | 26   | 35  | 36  |      | 34  | 33  | 32  | 24  | 33  |      | 26  | 31  | 35   | 34  | 36  | 37   | 35   |       |       |     | 32  |     |     |     |     | 31  | 39  | 37  |      |       |       |       |
| | Josh Bilicki             |     |      |     |     | 34  |       |       | 36  |      | 34  |     | 37   |     | 32  | 34  | 25  | 32  | 31   | 25  |     |      | 33  |     | 32   | 32   | 38    | 32    |     | 39  | 36  |     | 33  | 35  | 29  | 32  | 35  |      |       |       |       |
| | Gray Gaulding            |     |      |     |     |     | 32    | 31    | 30  | 30   |     |     |      | 30  |     |     |     |     | 25   |     |     |      |     |     |      |      |       |       |     | 27  | 31  |     | 26  |     |     |     |     |      |       |       |       |
| | David Starr              |     |      |     |     |     |       |       |     |      |     | 32  |      |     |     |     |     |     |      |     |     |      |     |     |      |      |       |       |     |     |     |     |     |     |     |     |     |      |       |       |       |
| | Chad Finchum             | DNQ |      |     |     |     |       |       |     |      |     |     |      |     |     |     |     |     |      |     |     |      |     |     |      |      |       |       |     |     | 39  |     |     | 39  | 35  |     |     |      |       |       |       |
| | Justin Allgaier          |     |      |     |     |     |       |       |     |      |     |     |      |     |     |     | 37  |     |      |     |     |      |     |     |      |      |       |       |     |     |     |     |     |     |     |     |     |      |       |       |       |
| | Bayley Currey            |     |      |     |     |     |       |       |     | 38   |     |     |      |     |     |     |     |     |      |     |     |      |     |     |      |      |       |       |     |     |     |     |     |     |     |     |     |      |       |       |       |
| Pos. | Driver                   | DAY | LVS  | CAL | PHO | DAR | DAR   | CLT   | CLT | BRI  | ATL | MAR | HOM  | TAL | POC | POC | IND | KEN | TEX  | KAN | NHA | MCH  | MCH | DAY | DOV  | DOV  | DAY   | DAR   | RCH | BRI | LVS | TAL | CLT | KAN | TEX | MAR | PHO | Pts. | Stage | Bonus |       |
| † – A causa dell'intenso caldo, J. J. Yeley non ha corso per l'intera distanza prevista per la gara sul circuito Road Course di Daytona, venendo sostituito da Bayley Currey poco prima della bandiera gialla per dei fulmini. Dal momento che la partenza è stata effettuata da Yeley, solo lui viene accreditato con la 34ª posizione all'arrivo. |                          |     |      |     |     |     |       |       |     |      |     |     |      |     |     |     |     |     |      |     |     |      |     |     |      |      |       |       |     |     |     |     |     |     |     |     |     |      |       |       |       |

### Classifica Costruttori
| Pos | Costruttore | Vittorie | Punti |
| --- | ----------- | -------- | ----- |
| 1   | Ford        | 18       | 1329  |
| 2   | Toyota      | 9        | 1258  |
| 3   | Chevrolet   | 9        | 1232  |